# 顧陽和
顧陽和（1488年—？），字志仁，號颐斋，福建興化府莆田縣人，民籍，明朝政治人物。

## 生平
正德八年（1513年）癸酉科福建鄉試第四十六名舉人。正德十六年（1521年）中式辛巳科會試第一百七十六名，登第三甲第七十六名進士。授吉水县知县，调建昌县，历官南京吏部稽勋司署郎中，嘉靖十一年（1532年）二月升四川按察司佥事、提调学校，十五年十一月升河南副使。

## 家族
曾祖顧孟喬，曾任刑部郎中、進階朝請大夫；祖父顧仲鳳，曾任義官；父顧行，母柳氏。慈侍下。